# Kalózpárt
Kalózpárt alatt világszerte olyan pártokat értünk, melyek programjukban a polgári jogok megerősítését, a direkt részvételt, a részvételi demokráciát, a szerzői jogok megreformálását, a szabad tudásáramlást, az információszabadságot, a biztonságosabb adatvédelmet, a magánszféra megvédését, az állam és közélet nagyobb átláthatóságát, demokratikus oktatást és világszerte hasonló ügyeket képviselnek.
A nyilvánosság számára a kalózpártok úgy ismertek, mint amelyek a szerzői jog megreformálása mellett és ezen belül a magáncélú fájlcsere törvényesítése érdekében lépnek fel.
A világ első kalózpártja, a Svéd Kalózpárt nem véletlenül választotta ezt a nevet, felvállalt egy olyan szitokszót, amivel az egész fiatal internetes generációt próbálja a zeneipar kriminalizálni. Provokatív neve miatt Oroszországban a pártot be sem jegyezték. Azért vállalták ezt a nevet, hogy jobban beemelhessék a köztudatba a fájlcserét, de nem mint bűnt, hanem a szabad információ áramlásból származó kulturális tudatváltozást.
A kalóz név sarkított és provokatív, melyhez nem lehet semlegesen viszonyulni és a kalózpártok pontosan ezt is szeretnék: vitákat – de nem ellentéteket – gerjeszteni, felrázni a társadalmat.

## Kalózpártok a választásokon
A 2006-ban alakult Svéd Kalózpárt a 2009-es Európai Parlamenti választásokon 7,1%-ot ért el, ezzel képviselőt juttatott az Európai Parlamentbe. A svédek sikere után a világ számos pontján megalakultak a Kalózpártok. A Német Kalózpárt 2011 szeptemberében 7,4%-kal már a berlini parlamentbe is képviselőket delegált.
Legjobb eredményt kalózpárt Izlandon ért el: A 2016. október 29-én tartott választásokon a szavazatok 14%-ával a 63 tagú országgyűlésben 10 képviselői helyhez jutott.

## Magyarországon
A Magyar Kalózpárt 2011-ben jött létre, 2012-ben lett hivatalosan is párt.